# Mapa metra w Londynie
Mapa metra w Londynie (ang. Tube map) – schemat linii metra w Londynie, mający ułatwić korzystanie z niego pasażerom. Założenia schematu, w szczególności porzucenie wiernego odwzorowania geografii i skali na rzecz uproszczonej ilustracji topologii sieci, opracowane zostały w latach 30. XX wieku przez Henry’ego Becka i pozostają niezmienne do dziś. Sama mapa poddana została od tego czasu wielu modyfikacjom, odzwierciedlającym rozwój sieci metra, której rozmiar uległ podwojeniu. Mapa zrewolucjonizowała standardy informacji pasażerskiej, a przyjęte w niej założenia wykorzystywane są w większości współczesnych map komunikacyjnych.
Za publikację mapy odpowiedzialne jest Transport for London, jednostka zarządzająca transportem publicznym na terenie Londynu. Wydawanych jest kilka wersji mapy. Wersja standardowa poza liniami metra pokazuje linie kolei Docklands Light Railway (DLR), London Overground, Tfl Rail oraz linie tramwajowe.

## Historia

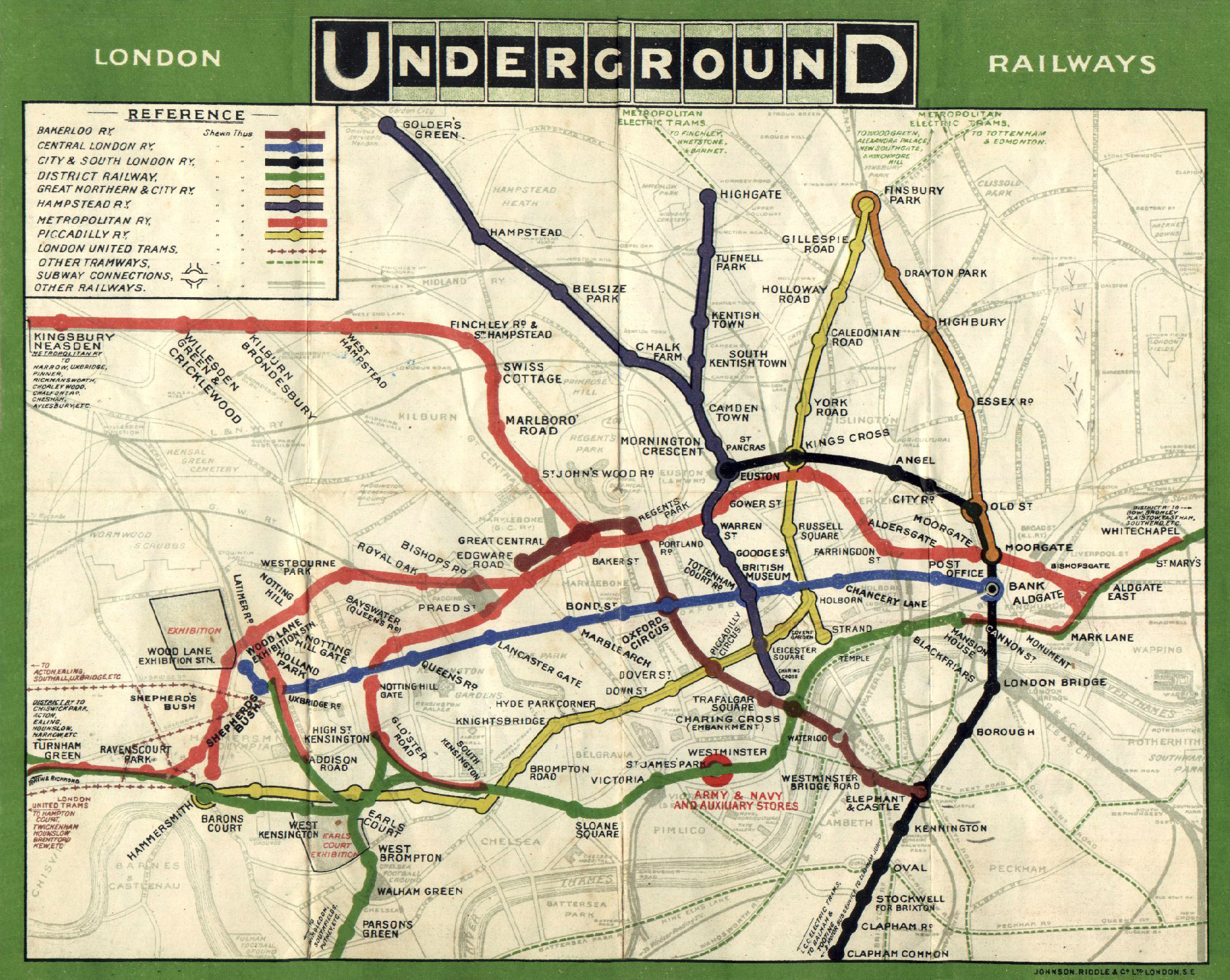
Mapa londyńskiego metra z roku 1908

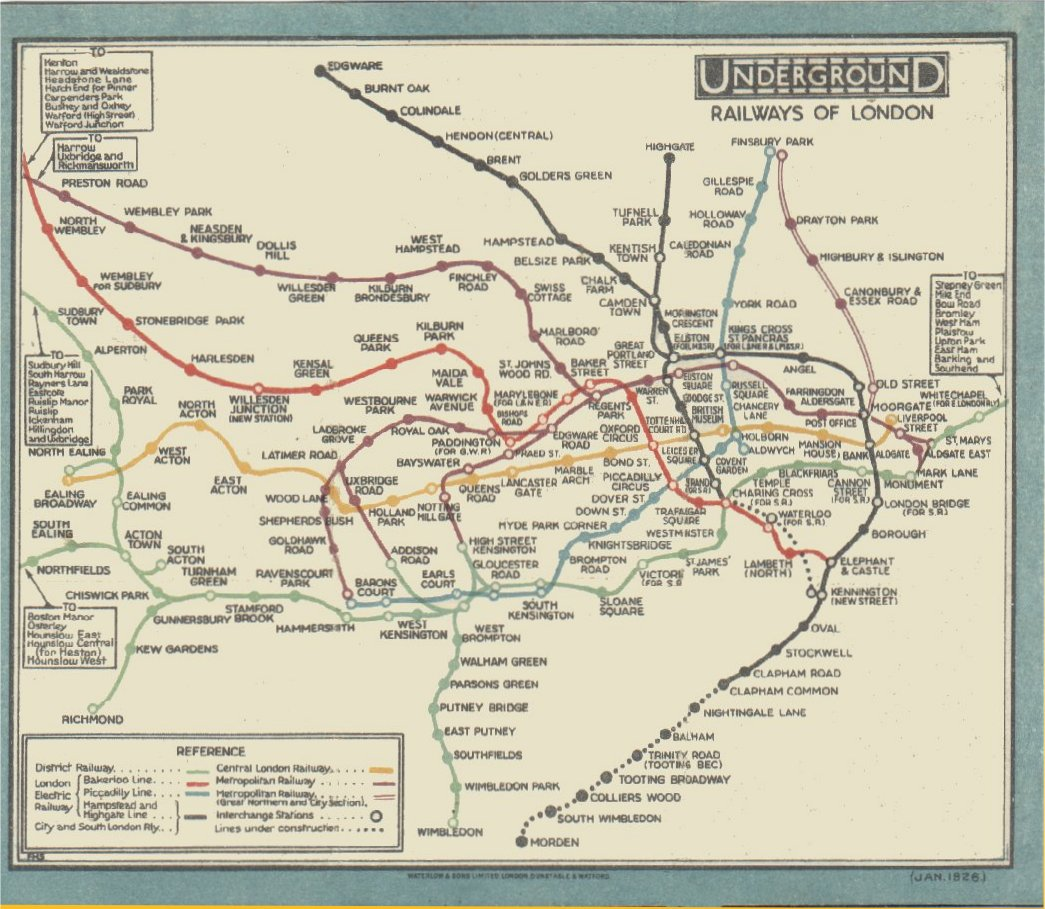
Mapa londyńskiego metra z roku 1926

Historycznie pierwsza mapa londyńskiego metra powstała w roku 1907 we współpracy Underground Electric Railway Company i gazety „Evening News”, a jej cena wynosiła 3 pensy. Mapa została wydrukowana w ośmiu kolorach – odrębnych dla poszczególnych linii, uwzględniała również tramwaje i linie kolejowe.
Następna mapa londyńskiego metra opublikowana została w roku 1908. Obejmowała głównie centrum miasta i pokazywała wszystkie stacje w centrum, nawet te, które były już zamknięte, wyłączone z eksploatacji, bądź zmieniły nazwę. Zastrzeżenia budził również sposób, w jaki podpisano poszczególne stacje; nierzadko podpisy były niewyraźne, zbyt małe, wciśnięte między linie. Z uwagi na to, że wiele linii wyjeżdżało poza ścisłe centrum miasta, a opublikowanie całego schematu byłoby niemożliwe ze względu na jego rozmiar, nie uwzględniono wielu stacji.
Pierwszej próby poprawienia mapy londyńskiego metra dokonano w roku 1926, kiedy kartograf Fred Stingemore uprościł nieco rysunek, rezygnując z równej odległości między stacjami i zmienił nieco przebieg linii w stosunku do skali mapy, co wprawdzie sprawiło, że mapa sieci metra nie mogła być nałożona na zwykły plan miasta, natomiast była bardziej czytelna, a stacje były podpisane. Jednak mapa miała również wady: Bakerloo Line, Metropolitan Line i District Line dalej wychodziły poza krawędzie mapy. Mapa została co prawda przyjęta przez Underground Electric Railways Company of London (UERL), ale nie zrezygnowano z druku dużych map.

## Mapa Henry’ego Becka
Mapa, która odbiegała znacznie od poprzednio opublikowanych, powstała w roku 1931, a wykonał ją dawny rysownik techniczny pracujący dla UERL Henry Beck. Beck stracił pracę w latach 1920. w rezultacie cięć budżetowych, niemniej nie stracił zainteresowania rozwojem londyńskiego metra. W czasie wolnym wykonał mapę według swoich założeń. Mapa różniła się od projektu końcowego, nazwy stacji były pisane wersalikami, a miejsca przesiadek zaznaczone wieloma okręgami. Zachęcony przez znajomych, Beck wysłał swoją mapę do UERL, która jednakże nie była zainteresowana tak „rewolucyjną” mapą. Niezrażony Beck dokonywał dalszych poprawek, w końcu UERL zdecydowała się odkupić od niego kolejny projekt za 10 funtów szterlingów, odpowiednik współczesnych 600 GBP. Mapa została wydana przez przewoźnika z uwagą: Nowy projekt starej mapy. Prosimy o uwagi. Reakcja pasażerów była jednoznaczna: pierwszy nakład w wysokości 750 tys. egzemplarzy, został wyczerpany w ciągu miesiąca, musiano dodrukować 100 tys. mapek.
Tymczasem Beck pracował nad dalszymi zmianami, m.in. zastąpił używane do oznaczania stacji przesiadkowych romby okręgami, a także wprowadził stosowane do dziś kolory: brązowy dla Bakerloo Line i czerwony dla Central Line. Kilka poprawek zażądanych przez UERL nie sprawdziło się, np. wytłuszczenie linii w centrum miasta. Ostatecznie z poprawek zrezygnowano w roku 1937. UERL wprowadziła również poprawki nieautoryzowane przez Becka, zwłaszcza dokonane przez swojego szefa Harolda Hutchinsona, który wyostrzył kształty linii na zakrętach i kwadratami oznaczył punkty przesiadkowe. Beck uważał, że naruszono jego prawa autorskie i interweniował w biurze, jednakże był zbywany i w efekcie porzucił wszelkie prace nad projektem. W roku 1962 nowy szef London Transport Paul Garbutt odrzucił wszystkie poprawki Hutchinsona i wrócił do stylistyki opracowanej przez Becka.

## Założenia mapy metra
- prostota i czytelność dla każdego użytkownika metra[6]
- zastąpienie krzywych linii prostymi; linie mogą być tylko poziome, pionowe lub skośne pod kątem 45 stopni[6]
- uporządkowanie obrazu kosztem rezygnacji ze skali i dokładnego, zgodnego z rzeczywistym terenem przebiegu linii[7]
- skupienie się na czytelności nazw stacji kosztem ich dokładnego położenia i zrezygnowanie z odzwierciedlania rzeczywistych odległości między stacjami; wprowadzenie równych odstępów między nimi[6]
- brak innych odniesień geograficznych, takich jak ulice i inne obiekty. Zachowano jedynie Tamizę
- wprowadzenie symboli i umieszczenie legendy potrzebnej do ich odczytu[8]

## Efekt mapy

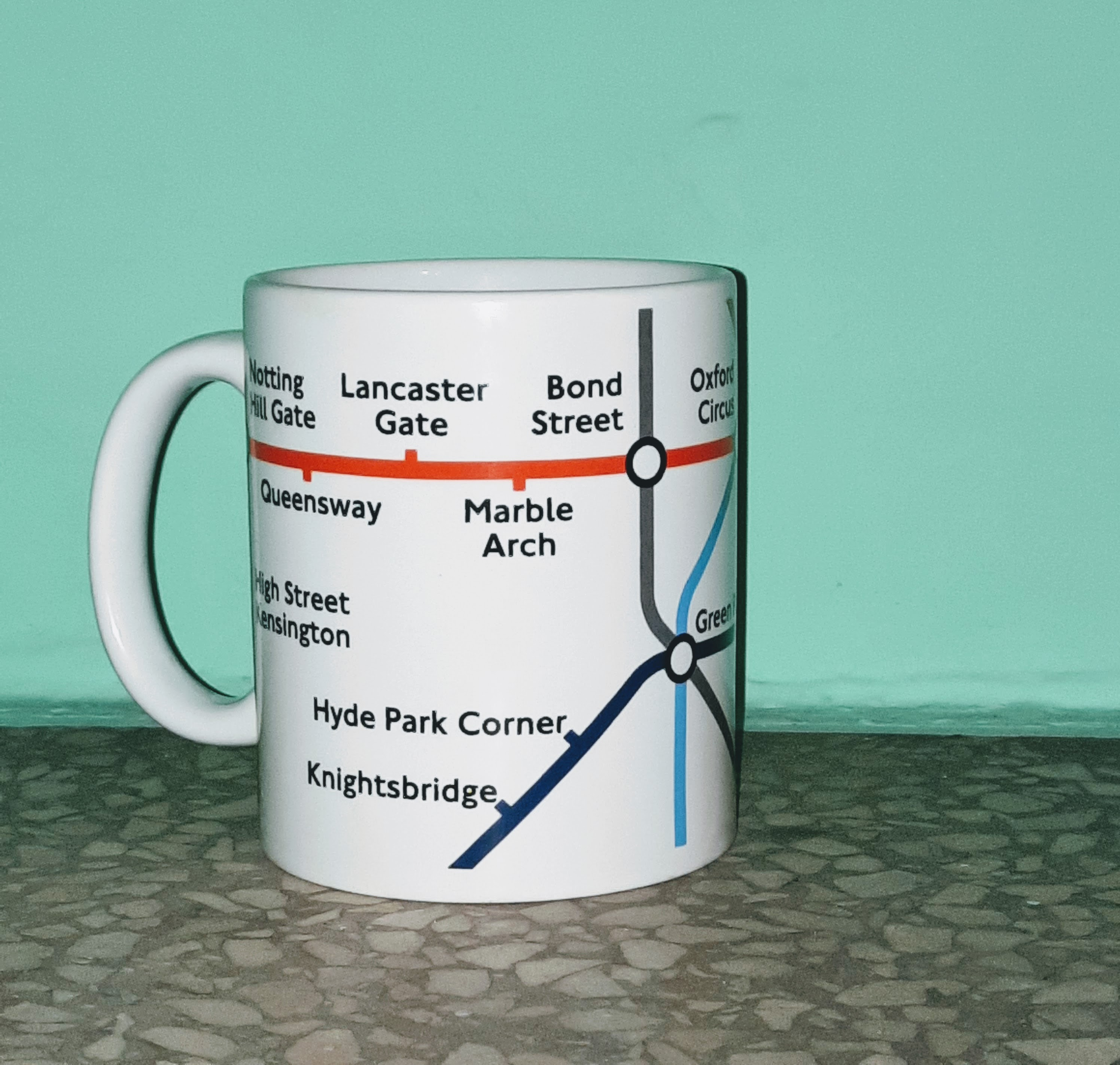
Mapa metra jako motyw na kubku

Mapa H. Becka uzyskała popularność i uznanie wkrótce po jej wydaniu. Mapa jest wykorzystywana jako motyw pamiątek z Londynu, pojawia się na koszulkach, kubkach itp. Mapa metra londyńskiego została również zauważona jako ikona brytyjskiego wzornictwa; w głosowaniu gazety „The Independent” uzyskała siódme miejsce.
W roku 1939 miasto Sydney opracowało mapę metra opartą dokładnie o wzorce londyńskie.